# Primetime (Sender)
Der Sender Primetime war der Vorgängersender von Kanal Telemedial und war vom 29. Juni 2006 bis zum Jahr 2007 und vom 1. bis zum 31. Juli 2008 auf Sendung.

## Geschichte
Am 29. Juni 2006 nahm der von Thomas G. Hornauer geführte Sender seinen Sendebetrieb auf. Er war über Astra Digital 24 Stunden am Tag zu sehen. Die Programmelemente waren Teleshopping und Telefonberatung. 2007 wurde das Konzept geändert und der Sender in Kanal Telemedial umbenannt. Diesem wurde jedoch die Sendelizenz entzogen und so ging Primetime wieder auf Sendung. Lebensberatungen vor laufender Kamera wurden aber eingestellt, da dies zum Entzug der Sendelizenz von Kanal Telemedial führte. Am 31. Juli 2008 wurde der Sendebetrieb von Primetime wieder eingestellt.
Primetime ist gegenwärtig auf der Internetseite von Kanal Telemedial in einem Livestream zu sehen. 